# سيادة برلمانية

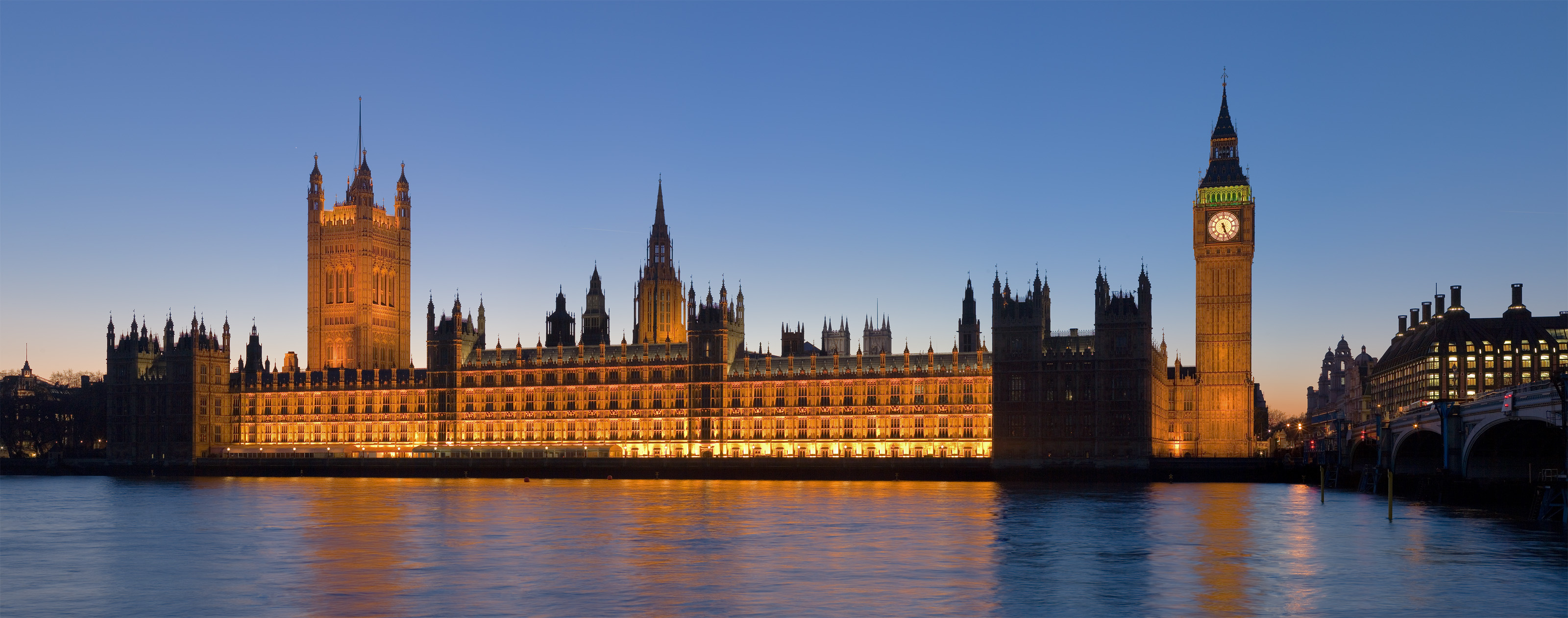

السيادة البرلمانية (وتسمى أيضًا التفوق البرلماني أو التفوق التشريعي)، مفهوم في القانون الدستوري لبعض الديمقراطيات التمثيلية. ينص المفهوم على تمتع السلطة التشريعية بسيادة مطلقة وامتلاكها سلطة على جميع المؤسسات الحكومية الأخرى، بما في ذلك السلطات التنفيذية أو القضائية. كما ينص على إمكانية تغيير الهيئة التشريعية لأي تشريع سابق أو إلغائه، وبالتالي فهي غير ملزمة بقانون مكتوب (في بعض الحالات، حتى الدستور) أو سابقة قضائية.
قد تتناقض السيادة البرلمانية مع فصل السلطات في بعض البلدان، ما يحد من نطاق السلطة التشريعية في كثير من الأحيان إلى سن القوانين العامة والمراجعة القضائية، حيث يمكن إعلان القوانين التي أقرتها الهيئة التشريعية غير صالحة في ظروف معينة.
تمتلك العديد من الدول سلطات تشريعية ذات سيادة، بما في ذلك المملكة المتحدة، وفنلندا، وهولندا، ونيوزيلندا، والسويد، والنرويج، والدنمارك، وآيسلندا، وباربادوس، وجامايكا، وبابوا غينيا الجديدة، وإسرائيل، وجزر سليمان.

## أستراليا
لا تتمتع الولايات والأقاليم في أستراليا ولا البرلمان الفيدرالي فيها بسيادة برلمانية حقيقية بموجب النظام الفيدرالي. يُنشأ برلمان أستراليا بموجب الدستور، ويتمتع فقط بالسلطات المنصوص عليها في الدستور. السلطة التشريعية لكل ولاية متأصلة ولكن مقيدة بالدستور الاتحادي، ودستور الولاية ذو الصلة، وسلطات الكومنولث.
يمتلك التفوق البرلماني معنيين ضمن هذا السياق: الأول هو أن البرلمان (السلطة التشريعية) يمكنه إصدار أي قانون وإحداثه؛ بمعنى آخر، طالما أن البرلمان (السلطة التشريعية) لديه سلطة سن قوانين تتعلق بموضوع ما، فلا يمكن للقضاء الطعن في ممارسة هذه السلطة أو مراجعتها. المعنى الثاني أكثر اتساقًا مع النظام الفيدرالي وممارسة المراجعة القضائية، إذ لا يمكن للهيئة القضائية مراجعة مزايا ممارسة البرلمان (السلطة التشريعية) للسلطة.
يشرح بلاكشيلد وويليامز أنه «في أستراليا، يجب فهم فكرة السيادة البرلمانية في سياق الحدود والقيود الصارمة التي يفرضها الدستور الفيدرالي، وإلى حد ما دساتير الولايات أيضًا». يمنح الدستور سلطة سن القوانين في برلمان الكومنولث (برلمان أستراليا)، ولكن هذا يقتصر على مواضيع معينة. تنص المادة 128 من الدستور الفيدرالي على طريقة تغيير الدستور، مما يزيد من تقييد سلطة برلمان الكومنولث.
يعطي بند السيادة (المادة 109 من الدستور) الأولوية لقوانين الكومنولث على حساب قوانين الولايات؛ وبالتالي فإن سلطة الدولة لسن القوانين مقيدة، إذ يتمتع الكومنولث بسلطة متزامنة في صنع القانون. علاوةً على ذلك، يمكن لبرلمان الكومنولث «تغطية المجال» المتعلق بالمواضيع التي يتمتع الكومنولث بسلطة تشريعية متزامنة معها، ما يعني أن الكومنولث قادر -عن طريق التعبير الصريح أو الضمني- على استبعاد عمليات قوانين الدولة. يتمتع برلمان الكومنولث بسلطة تشريعية حصرية على المواضيع المدرجة في المادتين 52 و92 من الدستور، ما يعني أن الولايات غير قادرة على إصدار قوانين في هذه المجالات؛ وبموجب المادة 96 من الدستور، يمكن للكومنولث أيضًا استخدام المساعدة المالية لاستدراج الولايات إلى الامتناع عن ممارسة سلطاتها التشريعية، مثل الامتناع عن تحصيل ضريبة الدخل.
تخضع كل سلطة برلمانية للولاية إلى قيود إجرائية، وهي ترسيخ الإجراءات التشريعية التقييدية. ينص البند السادس من قانون أستراليا على أن القوانين المتعلقة بـ «الدستور أو السلطة أو إجراءات البرلمان» غير صالحة ما لم يتم إقرارها بالطريقة والشكل المنصوص عليهما في التشريعات التي أصدرها البرلمان.

## بلجيكا
على مدار الأربعين سنة الماضية أو نحو ذلك، لوحظ تغيير في العلاقات بين القضاء والبرلمان في بلجيكا. «انتُهكت عقيدة حرمة المجالس البرلمانية المطلقة. لم تعد المجالس البرلمانية مسؤولة في يومنا هذا عن الناخبين وحسب بل أصبحت مسؤولة أمام المحاكم أيضًا. افتتح لو سكي الانتهاك الأول لعقيدة حرمة المجالس البرلمانية، في الحكم الصادر في 27 مايو 1971، والذي أيدت فيه محكمة النقض تفوّق قاعدة القانون الدولي المنفذة ذاتياً، وفي عام 1980، أنشأت المادة 142 من الدستور هيئة تحكيم في بلجيكا -المعروفة اليوم باسم المحكمة الدستورية- وكلفتها بالاستماع إلى إجراءات إلغاء القوانين، وأصدرت حكمها الأول في 5 أبريل 1985. استهلت المحكمة الدستورية الخرق الثاني لعقيدة حرمة المجالس في بلجيكا، في حكمها رقم 31/96 المؤرخ في 15 مايو 1996. كان مجلس الدولة -أعلى محكمة إدارية في بلجيكا- حتى ذلك الحين يعلن دائمًا أنه لا يمتلك السلطة للنظر في طلبات إلغاء الإجراءات الإدارية الصادرة عن مجلس البرلمان.
بدأت المحكمة الدستورية -التي أعلنت أن عدم وجود أي إمكانية للتقدم بطلب لإلغاء هذه الأفعال يتعارض مع المبادئ الدستورية للمساواة وعدم التمييز- وسيلة جديدة للمراجعة القضائية لأفعال البرلمان: قوانين 25 مايو 1999 وفي 15 مايو 2007، التي اعتُمدت في أعقاب حكم المحكمة، والتي وسّعت نطاق اختصاص المحكمة الإدارية العليا ليشمل الأفعال والقواعد الإجرائية للسلطات التشريعية أو أجهزتها فيما يتعلق بالمشتريات العامة والموظفين... وأخيراً، لم تتردد المحاكم المدنية في معاقبة النواب أو الجماعات السياسية -فيما يتعلق بقرارات المجالس المتخذة والمتعلقة بهم- عندما تصبح الحقوق الشخصية على المحك. تضمن المحاكم القانونية حماية حقوق النواب الشخصية. ينطبق هذا المبدأ على الحقوق المستمدة من القانون بالمعنى الواسع والحقوق التي لها أساس تنظيمي» (سي آي في. بروكسل، 21 أبريل من عام 1997)».

## كندا
تمتلك الهيئات التشريعية للمقاطعات الكندية السيادة في المسائل الخاصة بها والمنصوص عليها. يمكن للهيئات التشريعية في المقاطعات أن تضع وتعدل دساتيرها المدونة بالأغلبية البسيطة، كما فعلت كولومبيا البريطانية. تمتلك المقاطعات الأخرى دساتير غير مدوّنة مثل نيوزيلندا والمملكة المتحدة.
وبالمثل، يمتلك برلمان كندا الاتحادي السيادة في كل الأمور المفوضة إليه، ولكن لا يمكنه إجراء معظم التعديلات على الدستور الاتحادي إلا بموافقة كل من البرلمان وثلثي المقاطعات التي تحتوي على 50% من السكان (قاعدة 7/50)، أو في بعض الحالات، يمكن قبول موافقة بالإجماع من المقاطعات.
بالإضافة إلى ذلك، على الرغم من قدرة المحكمة على الطعن في القانون وإبطاله عند إثبات انتهاكه لبعض أقسام الميثاق الكندي للحقوق والحريات، لكن البرلمان أو الهيئات التشريعية الإقليمية قد يحتجون مستندين إلى المادة 33 من الميثاق الكندي للحقوق والحريات («بصرف النظر عن البند») للسماح للقانون بالعمل لمدة تصل إلى خمس سنوات، في أي وقت إذ أنه قد تنقضي هذه المدة أو تتجدد.

## الهند
في الهند، تخضع السيادة البرلمانية لدستور الهند، والذي يتضمن المراجعة القضائية. في الواقع، هذا يعني أنه على الرغم من امتلاك البرلمان الحق في تعديل الدستور، ولكن التعديلات غير قابلة للتطبيق إلا بموجب إطار الدستور نفسه. على سبيل المثال، يجب أن تصدق غالبية الهيئات التشريعية في الولايات على أي تعديلات متعلقة بالطبيعة الفيدرالية للدستور، ولا يمكن للبرلمان وحده أن يسن التغيير من تلقاء نفسه. علاوةً على ذلك، جميع التعديلات على الدستور مفتوحة أيضًا للمراجعة القضائية. وهكذا، فعلى الرغم من الامتياز البرلماني لتعديل الدستور، يبقى الدستور نفسه في منزلة أعلى من البرلمان.